# NGC 380
NGC 380 (другие обозначения — UGC 682, ARP 331, MCG 5-3-51, VV 193, ZWG 501.81, 4ZW 38, Z 0104.5+3213, PGC 3969) — эллиптическая галактика (E2) в созвездии Рыбы.
Джон Дрейер описывал её «довольно слабая, маленькая, круглая, неожиданно яркая середина».
По оценкам, расстояние до Млечного Пути 205 миллионов световых лет, диаметр около 75 000 световых лет.
Вместе с NGC 375, NGC 379, NGC 382, NGC 383, NGC 384, NGC 385, NGC 386, NGC 387 и NGC 388 образует галактическую цепь Arp 331.
Каталог Halton Arp разделил свой каталог на необычные галактики и на группы в соответствии с чисто морфологическими критериями. Эта группа галактик относится к классу цепочек галактик.
Объект был обнаружен 1784 года астрономом Уильямом Гершелем.
Этот объект входит в число перечисленных в оригинальной редакции «Нового общего каталога».
Галактика NGC 380 входит в состав группы галактик NGC 380. Помимо NGC 380 в группу также входят NGC 384 и UGC 714.

## NGC 380-группа (LGG 17)
| Галактика | Альтернативное название | Расстояние / млн св.лет |
| --------- | ----------------------- | ----------------------- |
| NGC 380   | PGC 3969                | 205                     |
| NGC 384   | PGC 3983                | 196                     |
| PGC 4110  | UGC 714                 | 214                     |